# Lage Raho Munna Bhai
Lage Raho Munna Bhai (Hindi: लगे रहो मुन्नाभाई) è un film indiano del 2006 diretto da Rajkumar Hirani e prodotto da Vidhu Vinod Chopra. È il secondo capitolo della popolare serie bollywoodiana Munna Bhai. Sanjay Dutt è il protagonista del film nel ruolo di Munna Bhai, un mafioso di Mumbai, che è in grado di vedere lo spirito di Mahatma Gandhi. Attraverso le sue interazioni con l'immagine di Gandhi, Munna Bhai inizia a praticare ciò che lui chiama Gandhigiri (Satyagraha, la pratica di Gandhi della non violenza e della verità) per aiutare la gente comune a risolvere i propri problemi. Il suo braccio destro, Circuit, è interpretato dall'attore Arshad Warsi. Il film è stato distribuito in India il 1º settembre 2006.
Lage Raho Munna Bhai ha avuto un forte impatto culturale in India, rendendo popolare il gandhismo attraverso le nozioni di Gandhigiri di Munna Bhai. Come notato dalla critica, il film ha "scatenato la fantasia popolare", portando ad un numero di proteste basate sul Gandhigiri in India e negli Stati Uniti: "Per le generazioni nate dopo l'assassinio di Mahatma Gandhi, Munna Bhai, l'eroe del film, ha reso il gandhismo antiquato. La nuova parola d'ordine è Gandhigiri, un valore, ed un bene, aggiunto al lessico di una cultura soffusa da ogni genere abominevole di 'Dadagiri' e 'Goondagiri.' "
Il film è stato generalmente ben ricevuto sia dalla critica che dal pubblico. È stato un notevole successo ai box office ed è stato elevato al ragno di "blockbuster" da Box Office India dopo aver incassato oltre 720 milioni di rupie indiane. Ha inoltre guadagnato numerosi riconoscimenti cinematografici, inclusi quattro National Film Awards. Lage Raho Munna Bhai è il primo film in lingua hindi ad essere mostrato alle Nazioni Unite, ed anche proiettato in una platea gremita di studenti per lo più francesi che "hanno applaudito sino alla fine dei titolo di coda" durante la sezione Tous Les Cinema du Monde del Festival di Cannes 2007. Il Primo Ministro dell'India, Manmohan Singh, ha lodato il film, dichiarando che esso "cattura il messaggio di Bapu relativo al potere della verità e dell'umanità."